# Pierre Roussel (hockey sur gazon)
Pour les articles homonymes, voir Pierre Roussel et Roussel.
Pierre Roussel, né le 16 août 1949, est un joueur français de hockey sur gazon, licencié au FC Lyon.

## Carrière
Il a notamment été huit fois champions de France parmi les dix titres consécutifs acquis par le FC Lyon.
Il a également participé aux Jeux olympiques d'été à Munich en 1972 (12e).